# Pleurozia cochleariformis
Pleurozia cochleariformis là một loài rêu trong họ Pleuroziaceae. Loài này được Hook. & Grev. mô tả khoa học đầu tiên.
Danh pháp khoa học của loài này chưa được làm sáng tỏ. 